# Sosta del Papa
La Sosta del Papa è una piccola frazione del comune di Barberino Tavarnelle, posta sulla Strada statale 2 Via Cassia poco prima del confine comunale con Poggibonsi.
Nota localmente anche come la pisciata del Papa, ha preso il nome da un curiosissimo e divertente fatto di vita quotidiana che vide protagonista, suo malgrado, Papa Pio VII il 2 giugno 1815.
Si narra infatti che il Pontefice, durante il lungo viaggio verso Roma di ritorno dal Regno di Sardegna dove si era rifugiato dopo l'attacco di Gioacchino Murat allo Stato Pontificio, venisse colto in questa zona da un'improvvisa necessità fisiologica. Il corteo papale si diresse pertanto con la massima rapidità verso una casa colonica del luogo, chiedendo agli abitanti di concedere l'uso dei servizi igienici all'illustrissimo viaggiatore.
La sosta del Pontefice fu limitata al tempo strettamente necessario al bisogno ma i proprietari dalla casa, compiaciutissimi della clamorosa ed inaspettata visita, pensarono di ricordarla con una lapide che ricordasse l'evento e pure la stessa località ne prese il nome.

## Il testo della lapide

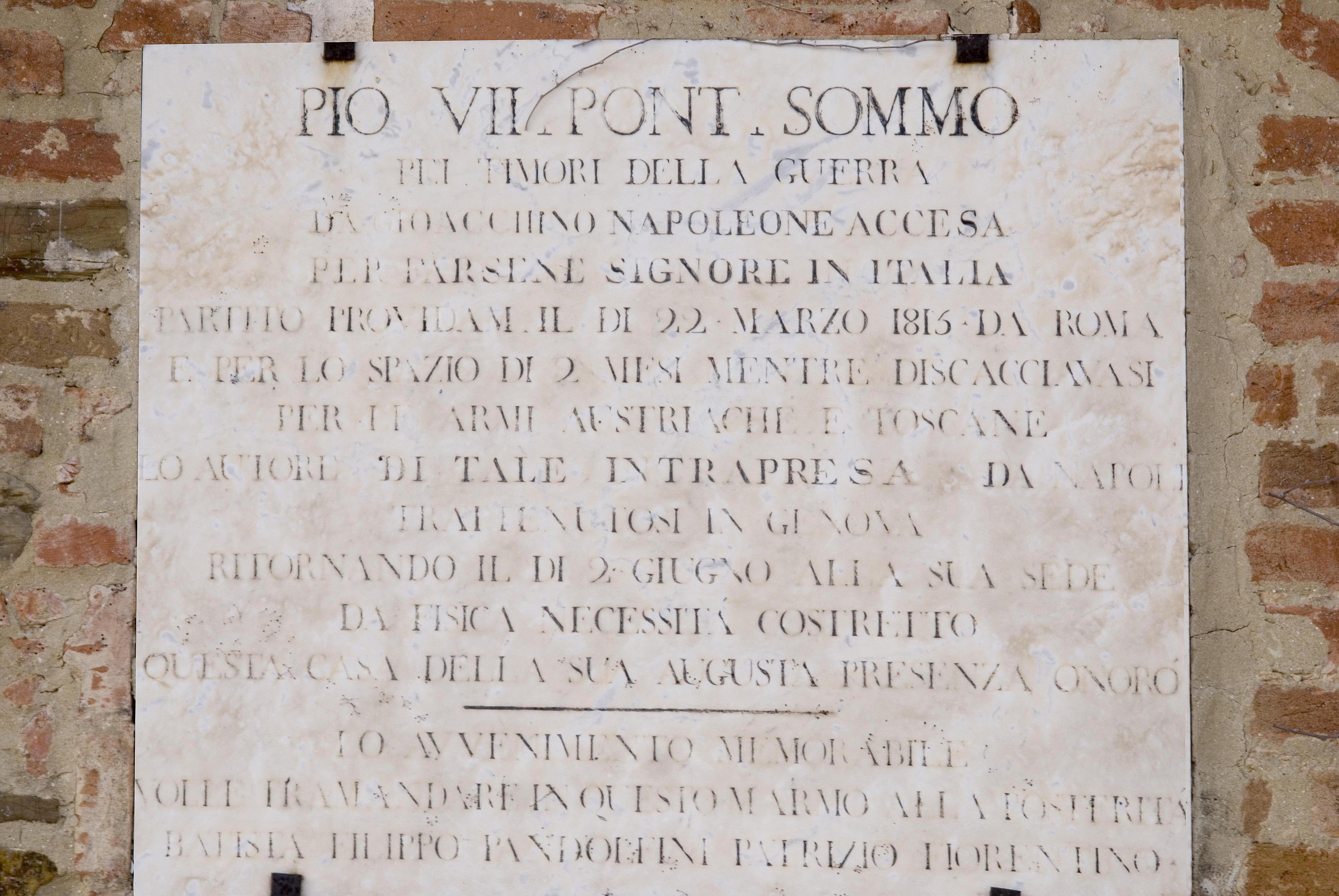
La lapide commemorativa

Lo avvenimento memorabile volle tramandare in questo marmo alla posterità Batista Filippo Pandolfini patrizio fiorentino»